# 塩川村
塩川村（しおがわむら）は、長野県小県郡にあった村。現在の上田市塩川・藤原田にあたる。
現在でも地名に名残る村名、石井、狐塚、坂井、南方（松葉）、郷仕川原、藤原田の各村から成り、合併後「塩川村」となる。

## 地理
- 地境：現在の上田市本海野、千曲川左岸の郷仕川原対岸も塩川村であるが、これは、かつて「鍋谷窪の渡」という渡し舟があった名残である。
- 河川：千曲川（郷仕川原、石井）　塩川沢（藤原田、南方、郷仕川原）
- 山：神ノ倉山、陣場山（おいせやま）、天下山。「陣場」「天下」の名前は（第一次上田合戦）徳川陣営に纏わる。
- 塩川村  市ノ町砦跡
- 塩川村 陣場山城跡
- 塩川村 芝宮城跡

- 元禄時代期（詳細不明）大門村市左衛門によって塩川沢に堰を用いた新田開発により、南方村は一旦独立する。（現在の塩川沢下流、塩川堰）
- 1875年（明治8年） - 近世以来の石井村・狐塚村・坂井村・南方村が合併して塩川村となる。
- 1889年（明治22年）4月1日 - 町村制の施行により、塩川村・藤原田村の区域をもって塩川村が発足。
- 1956年（昭和31年）9月30日 - 丸子町に編入。同日塩川村廃止。

## 交通

### 鉄道路線
- 上田丸子電鉄
  - 丸子線
    - 信濃石井駅

現在は旧村域を北陸新幹線が通過する。